# Ion Sturza
Ion Sturza (n. 9 mai 1960, Pîrjolteni, raionul Călărași, RSS Moldovenească, URSS) este un politician și om de afaceri din Republica Moldova, fost prim-ministru al Republicii Moldova în perioada februarie – decembrie 1999.

## Biografie

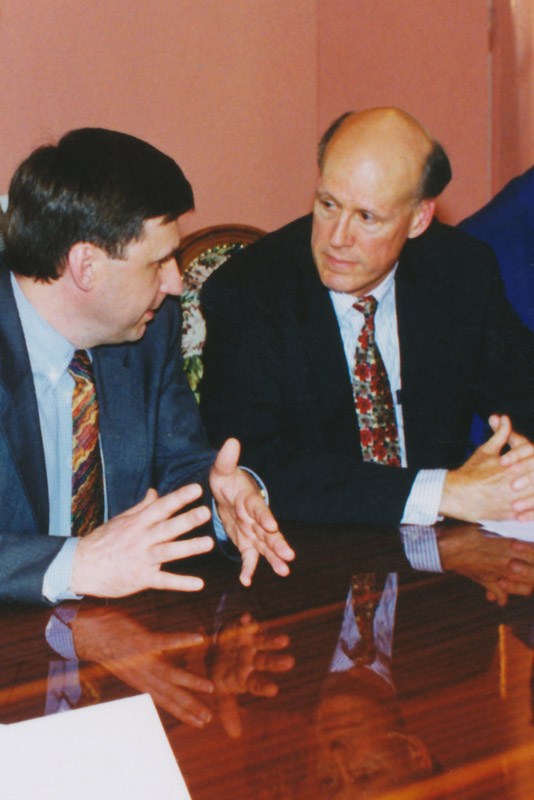
Ion Sturza (stânga) în 1999

Ion Sturza s-a născut la data de 9 mai 1960, în satul Pîrjolteni, raionul Călărași, RSS Moldovenească. A absolvit cursurile Facultății de Economie din cadrul Universității de Stat „V.I. Lenin” din Chișinău.
După absolvirea facultății, a ocupat diferite funcții în domeniul relațiilor economice și culturale externe. Între anii 1983-1985 și-a satisfăcut stagiul militar în calitate de instructor superior. Apoi a lucrat ca referent în cadrul Asociației de Prietenie cu Țările Străine (1985-1987).
În anul 1987 a contribuit la înființarea Asociației de Comerț Exterior „Moldex” (OCEM), de pe lângă Guvernul RSS Moldovenești de la Chișinău, fiind numit în funcția de vicedirector general. În cadrul OCEM au fost elaborate primele proiecte de investiții străine privind reutilarea tehnică a întreprinderilor din industria economiei naționale, proiecte care preconizau atragerea de capital străin. Ca director general adjunct, el a coordonat implementarea proiectelor de finanțare, livrare și instalare a unor utilaje performante la fabricile de conserve din Orhei, Camenca și la întreprinderile din Cupcini, Ungheni, Soroca, Florești etc.
În anul 1991 Ion Sturza a fondat compania SA „Incon”, societate care a devenit unul dintre principalele grupuri financiar-industriale din Republica Moldova la acea vreme. A înființat și condus ulterior banca FinComBank din Chișinău. 

## Politician
În martie 1998 a fost ales deputat în Parlamentul Republicii Moldova. La 22 mai 1998 Ion Sturza a fost numit în funcția de viceprim-ministru și ministru al economiei și reformelor, în Guvernul Republicii Moldova condus de Ion Ciubuc. După aceasta, o bună perioadă de timp a fost președintele Asociației pentru Politică Externă din Moldova (APE). A deținut și funcția de consul onorific al Kazahstanului în Republica Moldova.

### Guvernul Ion Sturza
La 1 februarie 1999 demisionează în mod neașteptat din funcția de prim-ministru Ion Ciubuc și pleacă de la putere primul guvern instalat de Coaliția de centru dreapta - Alianța pentru Democrație și Reforme (ADR). La 19 februarie 1999, omul de afaceri Ion Sturza, pe atunci vicepremier și ministru al economiei în cabinetul Ciubuc, este desemnat pentru funcția de premier de către președintele Petru Lucinschi.
În perioada guvernului Sturza, Republica Moldova a trecut printr-o cumplită criză energetică, din cauza insolvabilității. Criticile la adresa guvernului Sturza, cabinet care a avut cea mai bună imagine în exterior din istoria Republicii Moldova, au început a se intensifica pe fundalul insistenței de a satisface revendicările minorității bulgare din sud de a-și forma un județ aparte în baza vechiului raion Taraclia, revendicări satisfăcute ulterior de Parlament prin votul celor 40 de deputați comuniști și al parlamentarilor centriști.
În calitatea sa de ministru al economiei și prim-ministru, Ion Sturza a inițiat și realizat un șir de reforme economice și sociale importante pentru Republica Moldova, ca reforma teritorială, bugetar-fiscală, agrară. Au avut loc privatizări importante cu investitori strategici.
La 5 noiembrie 1999, o nouă majoritate parlamentară constituită din comuniști, creștin-democrați și independenți desprinși de formațiunile de centru-dreapta - votează împotriva privatizării mai multor întreprinderi din industria vinului și tutunului, contrar condițiilor puse de organismele financiar-bancare internaționale. FMI, Banca Mondială și ceilalți creditori anunță suspendarea finanțării Republicii Moldova.
La 9 noiembrie 1999 aceeași nouă majoritate votează cu 58 de voturi pentru demiterea guvernului Sturza, demitere sprijinită și de președintele Republicii Moldova, Petru Lucinschi. Abia la 21 decembrie 1999, noua majoritate parlamentară acordă votul de încredere pentru cel de-al treilea candidat la funcția de premier, Dumitru Braghiș și guvernului său, evitându-se astfel alegerile parlamentare anticipate.

### Reîntoarcerea în politică
La 21 decembrie 2015, Ion Sturza a fost desemnat candidat pentru funcția de prim-ministru al Republicii Moldova de către șeful ștatului Nicolae Timofti. Potrivit Constituției, acesta are la dispoziție 15 zile pentru a-și forma echipa guvernamentală și programul de guvernare.
Pe 24 decembrie, Sturza a anunțat că va cere votul de încredere al Parlamentului asupra programului de guvernare și a componenței nominale a Cabinetului de miniștri în data de 4 ianuarie 2016.
După ce fracțiunea PSRM din start a anunțat că nu va participa la votarea guvernului în frunte cu Sturza, ședința specială a parlamentului din 4 ianuarie a eșuat din lipsă de cvorum, întrucât au fost prezenți doar 47 din cei 101 de deputați.

## Om de afaceri
După demisie, Ion Sturza revine la afaceri și fondează mai multe companii. În 2002, împreună cu grupul Rompetrol, înființează compania „Rompetrol Moldova” și devine președinte-director general al acesteia. 
Compania „Rompetrol Moldova” face parte din cel mai mare grup industrial românesc privat, cu majoritatea operațiunilor și activelor în România și Europa de Sud-est. Principalele activități ale Grupului sunt realizate în domeniul rafinării și marketing/vânzării de produse petroliere, cu interese adiacente în explorare, producție și alte servicii pentru industria petrolieră cum ar fi foraj, construcții, transporturi. 
În aprilie 2005, Ion Sturza, directorul general al companiei „Rompetrol Moldova”, a fost numit în funcția de vicepreședinte pentru Dezvoltare al Grupului Rompetrol. 
În aprilie 2006, Ion Sturza este ales ca membru în Consiliului de Administrație al Grupului Rompetrol N.V. A avut o contribuție importantă în tranzacția de cumpărare a Rompetrol de către KazMunaiGaz.
În septembrie 2009, părăsește Rompetrol, unde deținea funcția de director general-adjunct și interimatul CEO.
Tot în 2009 înființează Fondul de Investiții Fribourg Capital care pe parcursul anilor a făcut mai multe investiții în Republica Moldova și Romania Cele mai cunoscute sunt Magazinul on-line Elefant.ro și Liberty Technology Park Cluj.
Ion Sturza este membrul Consiliilor de Administrație a mai multor companii și organizații non-guvernamentale.
Potrivit „Forbes”, Ion Sturza ar avea o avere de 90-95 de milioane de euro, în timp ce „Capital” estimează că omul de afaceri ar avea active de 84 de milioane de euro.

## Critici și controverse
Sturza este cunoscut pentru poziția sa pro-europeană și pro-românească, declarând că susține unirea Republicii Moldova cu România. Totuși, fostul prim-ministru Iurie Leancă a publicat un document semnat de Sturza (în timpul mandatului său de premier) în care respingea recunoașterea Mitropoliei Basarabiei, subordonate Patriarhiei Române, în favoarea Mitropoliei Chișinăului, subordonate Moscovei.